# グラフトン公爵内閣
グラフトン公爵内閣（グラフトンこうしゃくないかく、英語: Grafton ministry）は1768年10月から1770年1月まで続いた、グラフトン公爵を首相とするグレートブリテン王国の内閣。

## 経緯
グラフトン公爵内閣は前任のチャタム伯爵内閣が徐々に解体していく中に成立した。チャタム伯爵内閣は名目上はチャタム伯爵を首相としたが、彼が病気で長期間政務を執ることができなかったため、グラフトン公爵が内閣を実質的に率いていた。グラフトン公爵は議会で多数を維持するべく、1767年末にベッドフォード派のゴア伯爵、ウェイマス子爵、ヒルズバラ伯爵を入閣させた。グラフトン公爵、チャタム伯爵、そして多くの元閣僚は米州植民地に融和的な政策を支持したが、ベッドフォード派はより強圧的な政策を支持、内閣はグラフトン公爵の意思にかかわらずベッドフォード派の主張に傾くようになった。やがてベッドフォード派が融和的な南部担当国務大臣シェルバーン伯爵の更迭を求めると、チャタム伯爵はようやく王璽尚書を辞任して内閣から離脱した。これによりグラフトン公爵は実質的のみならず名目上でも首相に就任したが、ベッドフォード派は閣内でも大きな影響力を誇った。
グラフトン公爵内閣はコルシカ危機でイギリスの同盟国であるコルシカ共和国がフランスに併合されることを防げなかったなど外交政策が広く批判された。これにより、グラフトン公爵内閣は「ジュニアスの手紙」（ジュニアスという筆名で書かれ、新聞に投稿された手紙）の攻撃に晒された。そして、1770年1月に首相グラフトン公爵、大法官カムデン男爵、軍需総監グランビー侯爵が辞任して内閣が倒れた。後任は財務大臣ノース卿率いるノース内閣で、1782年まで続く長期政権となった。

## 内閣
| 役職                    | 肖像 | 名前 | 名前                           | 在任                            | 所属政党   |
| ----------------------- | ---- | ---- | ------------------------------ | ------------------------------- | ---------- |
| 第一大蔵卿              |      |      | グラフトン公爵                 | 1768年10月14日 - 1770年1月28日  | ホイッグ党 |
| 大法官                  |      |      | カムデン男爵                   | 1766年7月30日 - 1770年1月17日   | ホイッグ党 |
| 大法官                  |      |      | チャールズ・ヨーク             | 1770年1月17日 - 1770年1月20日   | 無所属     |
| 大法官                  |      |      | 委員会制                       | 1770年1月20日 - 1770年1月28日   |            |
| 枢密院議長              |      |      | ゴア伯爵                       | 1767年12月22日 - 1779年11月24日 | トーリー党 |
| 王璽尚書                |      |      | ブリストル伯爵                 | 1768年 - 1770年                 | 無所属     |
| 財務大臣 庶民院院内総務 |      |      | ノース卿                       | 1767年9月11日 - 1782年3月27日   | トーリー党 |
| 北部担当国務大臣        |      |      | ウェイマス子爵                 | 1768年1月20日 - 1768年10月21日  | トーリー党 |
| 北部担当国務大臣        |      |      | ロッチフォード伯爵             | 1768年10月21日 - 1770年12月19日 | 無所属     |
| 南部担当国務大臣        |      |      | シェルバーン伯爵               | 1766年7月30日 - 1768年10月20日  | ホイッグ党 |
| 南部担当国務大臣        |      |      | ウェイマス子爵                 | 1768年10月21日 - 1770年12月12日 | ホイッグ党 |
| 植民地大臣              |      |      | ヒルズバラ伯爵                 | 1768年2月27日 - 1772年8月27日   | 無所属     |
| 海軍大臣                |      |      | サー・エドワード・ホーク       | 1766年 - 1771年                 | 無所属     |
| 軍需総監                |      |      | グランビー侯爵                 | 1763年5月14日 - 1770年10月18日  | 無所属     |
| 無任所大臣              |      |      | ヘンリー・シーモア・コンウェイ | 1768年 - 1770年                 | ホイッグ党 |

### 内閣改造
- 1768年10月 - 南部担当国務大臣シェルバーン伯爵が罷免され、北部担当国務大臣ウェイマス子爵が南部担当国務大臣に転じ、ロッチフォード伯爵が北部担当国務大臣に任命された。
- 1770年1月 - 大法官カムデン男爵が罷免され、チャールズ・ヨークが大法官に任命された。ヨークが1770年1月20日に死去した後は大法官が一時的に委員会制に転じた。